# Clarence Vernon Bruner
Clarence Vernon Bruner auch in den Schreibvarianten Clarence V. Bruner, C. V. Bruner (* 16. November 1893 in Decherd, Franklin County, Tennessee; † 5. Dezember 1996 in Hays, Ellis County, Kansas) war ein US-amerikanischer Historiker.

## Leben

### Familie und Ausbildung
Der aus der im US-Bundesstaat Tennessee gelegenen Kleinstadt Decherd stammende Clarence Vernon Bruner, Sohn des Simon Peter Bruner (1851–1927) und der Clara Virginia Garling Bruner (1851–1927), wandte sich nach dem High-School-Abschluss dem Studium der Geschichtswissenschaften am Middle Tennessee State College in Murfreesboro zu, 1913 graduierte er zum Bachelor of Science. Bruner setzte sein Studium am George Peabody College in Nashville fort, 1917 erwarb er den akademischen Grad eines Master of Arts, 1927 wurde er zum Doctor of Philosophy promoviert.
Clarence Vernon Bruner heiratete am 26. Dezember 1917 in Murfreesboro Ethel Mai Overall (1894–1953). Der Beziehung entstammte die Tochter Virginia Claire. Bruner starb am 5. Dezember 1996 im hohen Alter von 103 Jahren im Hays Medical Center in Hays. Seine letzte Ruhestätte fand er neben seiner Frau auf dem Cookeville Cemetery in Cookeville im US-Bundesstaat Tennessee.

### Beruflicher Werdegang
Clarence Vernon Bruner war seit 1913 als Lehrer und Principal an Public Schools in den US-Bundesstaaten Tennessee und Georgia eingesetzt. Seit 1933 fungierte Bruner als Superintendent an Public Schools in Mount Pleasant im US-Bundesstaat Tennessee. Im Jahre 1935 folgte Bruner einem Ruf als Professor of History an das Tennessee Polytechnic Institute, die heutige Tennessee Technological University, nach Cookeville. Zusätzlich wurde ihm die Leitung des Social Science Departments, das jetzige History Department, übertragen, die er bis 1959 innehielt. 1961 wurde er zum Dekan der Fakultät bestellt, 1963 trat er von dieser Position zurück, 1964 wurde er emeritiert. Bruner überwachte das erste Selbststudium für die Akkreditierung durch die Southern Association of Secondary Schools und Colleges. In den Jahren 1933 bis 1936 wirkte er als Gastprofessor an den Sommerkursen des George Peabody College.
Bruner diente während des Ersten Weltkriegs im Signal Corps der United States Army. Er war Life Member (lebenslanges Mitglied) der American Legion. Bruner war gewähltes Mitglied der National Education Association, der Southern Historical Association und der Tennessee Historical Society. Clarence Vernon Bruner trat im Besonderen als Verfasser mehrerer Lehrbücher hervor. Nach ihm wurde am Campus der Tennessee Technological University die Bruner Hall, in der die Departments of Mathematics, Physics und Computer Science untergebracht sind, benannt.

## Publikationen
- Markers for Stones River National Park. M.A. George Peabody College for Teachers 1930, 1930
- An abstract of the religious instruction of the slaves in the antebellum South. George Peabody College for Teachers, Nashville, Tenn., 1933
- zusammen mit W. H. Yarbrough: A history of the United States by unit plan. Southwestern Company, Nashville, Tenn., 1939
- zusammen mit Herbert French Hancox, William Yarbrough: A history of the United States for High Schools : a modified unit plan. Laidlaw Bros., Chicago, Ill., 1943
- zusammen mit G. L Blough, David S. Switzer, Ethel H. Crumpton: Fundamentals of citizenship. Laidlaw Bros., Chicago, Ill., 1952